# Cinzia Monteverdi
Cinzia Monteverdi (Viareggio, 30 gennaio 1973) è una dirigente d'azienda italiana, presidente e amministratrice delegata della Società Editoriale Il Fatto (SEIF), editore de il Fatto Quotidiano. Dal settembre 2024 ricopre anche la carica di presidente dell'Accademia di belle arti di Carrara.